# Burnt Mills
 (juillet 2025).
Pour les articles homonymes, voir Burnt.
Burnt Mills est une census-designated place située dans le comté de Montgomery, dans l’État du Maryland, aux États-Unis. Lors du recensement de 2020, elle comptait 3 592 habitants.